# Liste des porte-greffes de pommiers
 (juin 2020).
La mise en forme du texte ne suit pas les recommandations de Wikipédia : il faut le « wikifier ».
Les points d'amélioration suivants sont les cas les plus fréquents. Le détail des points à revoir est peut-être précisé sur la page de discussion.
- Les titres sont pré-formatés par le logiciel. Ils ne sont ni en capitales, ni en gras.
- Le texte ne doit pas être écrit en capitales (les noms de famille non plus), ni en gras, ni en italique, ni en « petit »…
- Le gras n'est utilisé que pour surligner le titre de l'article dans l'introduction, une seule fois.
- L'italique est rarement utilisé : mots en langue étrangère, titres d'œuvres, noms de bateaux, etc.
- Les citations ne sont pas en italique mais en corps de texte normal. Elles sont entourées par des guillemets français : « et ».
- Les listes à puces sont à éviter, des paragraphes rédigés étant largement préférés. Les tableaux sont à réserver à la présentation de données structurées (résultats, etc.).
- Les appels de note de bas de page (petits chiffres en exposant, introduits par l'outil «  Source ») sont à placer entre la fin de phrase et le point final[comme ça].
- Les liens internes (vers d'autres articles de Wikipédia) sont à choisir avec parcimonie. Créez des liens vers des articles approfondissant le sujet. Les termes génériques sans rapport avec le sujet sont à éviter, ainsi que les répétitions de liens vers un même terme.
- Les liens externes sont à placer uniquement dans une section « Liens externes », à la fin de l'article. Ces liens sont à choisir avec parcimonie suivant les règles définies. Si un lien sert de source à l'article, son insertion dans le texte est à faire par les notes de bas de page.
- La présentation des références doit suivre les conventions bibliographiques. Il est recommandé d'utiliser les modèles {{Ouvrage}}, {{Chapitre}}, {{Article}}, {{Lien web}} et/ou {{Bibliographie}}. Le mode d'édition visuel peut mettre en forme automatiquement les références.
- Insérer une infobox (cadre d'informations à droite) n'est pas obligatoire pour parachever la mise en page.

Pour une aide détaillée, merci de consulter Aide:Wikification.
Si vous pensez que ces points ont été résolus, vous pouvez retirer ce bandeau et améliorer la mise en forme d'un autre article.
La domestication du pommier a commencé des milliers d'années av. J.-C., presque exclusivement sur Malus sieversii, espèce indigène du Caucase.
Ces pommiers ont été apportés vers l'est de la Méditerranée, cultivées par les Grecs et les Romains qui les greffaient sur des semis ou des clones de porte-greffes (Westwood, 1993).
Le philosophe grec Théophraste (372 avant notre ère) écrit au sujet d'une variété nanisante de pommier, apportée par Alexandre le Grand d'Asie en Grèce. Il précise aussi la technique du greffage. Il est possible que ce pommier soit le premier porte-greffe nanisant.

## Programmes européens d'obtention de porte-greffes de pommiers

### Allemagne

#### Bonn
|                       | Origine | Date | Obtenteur | Commentaires                  |
| --------------------- | ------- | ---- | --------- | ----------------------------- |
| Burgmer 719           |         |      |           | Sous-clone de M9 - virus free |
| Burgmer 751 (Cover1)  |         |      |           | Sous-clone de M9 - virus free |
| Burgmer 984 (Cover 2) |         |      |           | Sous-clone de M9 - virus free |

|                                | M9 Burgmer 751             | M9 Burgmer 984             |
| ------------------------------ | -------------------------- | -------------------------- |
| Vigueur                        | Légèrement inférieure à M9 | Légèrement inférieure à M9 |
| Compatibilité                  |                            |                            |
| Résistance au puceron lanigère |                            |                            |
| Feu bactérien                  |                            |                            |
| Replantation                   |                            |                            |
| Phytophtora                    |                            |                            |
| Pourriture du collet           |                            |                            |
| Résistance au froid            |                            |                            |
| Mise à fruit                   |                            |                            |
| Productivité                   |                            |                            |
| Coloration des fruits          |                            |                            |
| Broussins                      |                            |                            |
| Propagation                    |                            |                            |

#### Fruit Institute, York
|        | Origine                 | Date | Obtenteur | Commentaires |
| ------ | ----------------------- | ---- | --------- | ------------ |
| York 9 | libre fécondation de M9 | 1986 |           |              |

|                                | York 9                             |
| ------------------------------ | ---------------------------------- |
| Vigueur                        | Plus faible que M9 Pajam1 ou Nic 7 |
| Compatibilité                  |                                    |
| Résistance au puceron lanigère |                                    |
| Feu bactérien                  | Sensible                           |
| Replantation                   |                                    |
| Phytophtora                    |                                    |
| Pourriture du collet           |                                    |
| Résistance au froid            |                                    |
| Mise à fruit                   |                                    |
| Productivité                   |                                    |
| Coloration des fruits          |                                    |
| Broussins                      |                                    |
| Propagation                    |                                    |
| Disponbilité                   | peu disponible                     |

#### Pillnitz-Dresde
Développé à partir de 1911, l’objectif du programme était d’améliorer la propagation et la maîtrise du développement végétatif et secondairement la productivité et les résistances.
La vocation de ce programme était de sélectionner des plantes faciles à multiplier, avec une meilleure productivité et ayant des résistances au feu bactérien, à la tavelure et au mildiou. Ce programme de sélection est terminé, bien que les Pi-AU 36-2, Pi-AU 51-4, Pi-AU51-11 et Pi-AU56-83 soient en cours de test.
|                          | Origine                              | Date | Obtenteur                                                    | Commentaires                                                              |
| ------------------------ | ------------------------------------ | ---- | ------------------------------------------------------------ | ------------------------------------------------------------------------- |
| Supporter 1 (Pi AU 7-33) | M9 X Malus baccata (L.) BORKH.       |      | Institut fur Obstforschung Dresden Pillnitz                  | Très nanisant Testé depuis 1965 en champ                                  |
| Supporter 2 (Pi AU 9-16) | M9 X Malus micromalus MAKINO         |      | Institut fur Obstforschung Dresden Pillnitz                  | Très nanisant Testé depuis 1965 en champ                                  |
| Supporter 3 (Pi AU 9-82) | M9 X Malus micromalus MAKINO         |      | Institut fur Obstforschung Dresden Pillnitz                  | Très nanisant Testé depuis 1972 en champ                                  |
| Supporter 4 (Pi 80)      | M.9 x M.4                            | 1921 | Sächsische Landesanstalt f. Landwirtschaft, Dresden Pillnitz | Comparable au M.26 mais donne une récolte 50 % plus abondante virus free. |
| Pi-AU 36–2               | M.9 x (M.9 x M. baccata (L.) BORKH.) |      |                                                              | Semi-nanisant                                                             |
| Pi-AU 51–4               | M.4 pollinisation libre              |      |                                                              | Semi-nanisant                                                             |
| Pi-AU 51–11              | M.4 pollinisation libre              |      |                                                              | Semi-nanisant                                                             |
| Pi-AU 56–83              | M.11 pollinisation libre             |      |                                                              | Semi-nanisant                                                             |

|                                | Supporter 1,                                  | Supporter 2                                   | Supporter 3                                   | Supporter 4,                                   |
| ------------------------------ | --------------------------------------------- | --------------------------------------------- | --------------------------------------------- | ---------------------------------------------- |
| Vigueur                        | 80-90% du M9 75% de M.9 NAKBT337              | 80-90% du M9                                  | 90% du M9                                     | 40-45% du franc                                |
| Compatibilité                  |                                               |                                               |                                               | Excellente                                     |
| Résistance au puceron lanigère |                                               |                                               |                                               | Correcte                                       |
| Feu bactérien                  |                                               |                                               |                                               | Très sensible                                  |
| Replantation                   |                                               |                                               |                                               |                                                |
| Phytophtora                    |                                               |                                               |                                               |                                                |
| Pourriture du collet           |                                               |                                               |                                               | Peu sensible                                   |
| Résistance au froid            | Plutôt bonne                                  |                                               |                                               | Bonne                                          |
| Mise à fruit                   | Meilleure que M9                              | Meilleure que M9                              |                                               |                                                |
| Productivité                   | 110% du M9                                    | 110-120% du M9                                | 110% du M9                                    | Meilleure que M.26 / MM.106, inférieure au M.9 |
| Coloration des fruits          | Améliorée                                     | Améliorée                                     | Bonne                                         |                                                |
| Suckering                      |                                               |                                               |                                               |                                                |
| Broussins                      |                                               |                                               |                                               |                                                |
| Propagation                    | Meilleure en softwood cuttings que marcottage | Meilleure en softwood cuttings que marcottage | Meilleure en softwood cuttings que marcottage | Facile in vitro et en marcottes                |
| Disponibilité                  | Expérimental                                  |                                               |                                               | Largement diffusé                              |

#### Jork Institute
Sélection de J9 virus free
|        | Origine                   | Date | Obtenteur | Commentaires              |
| ------ | ------------------------- | ---- | --------- | ------------------------- |
| Jork 9 | pollinisation libre de M9 | 1953 |           | virus free, issu de semis |

|                                | J9,                        |
| ------------------------------ | -------------------------- |
| Vigueur                        | Légèrement inférieure à M9 |
| Compatibilité                  |                            |
| Résistance au puceron lanigère |                            |
| Feu bactérien                  |                            |
| Replantation                   |                            |
| Phytophtora                    |                            |
| Pourriture du collet           | Résistante                 |
| Résistance au froid            | Assez bonne                |
| virus                          | R                          |
| Mise à fruit                   |                            |
| Productivité                   |                            |
| Coloration des fruits          |                            |
| Broussins                      | Moyenne                    |
| Propagation                    |                            |

### Belgique
Les pépinières Nicolai (Alken, Belgique) ont sélectionné le clone de M9 RN29
|                                                        | Origine         | Date | Obtenteur               | Commentaires                                          |
| ------------------------------------------------------ | --------------- | ---- | ----------------------- | ----------------------------------------------------- |
| Nic 8                                                  | Clone           |      | Pépinières René Nicolaï |                                                       |
| Nic 19                                                 | Clone           |      | Pépinières René Nicolaï | virus free                                            |
| M9 RN29 Nic 29, RN 29 cv. (Malling 9 selection NIC 29) | Mutation de M.9 |      | Pépinières René Nicolaï | Découverte dans la pépinière René Nicolai. virus free |

|                  | Nic 8                | Nic 19               | M9 RN29,                       |
| ---------------- | -------------------- | -------------------- | ------------------------------ |
| Vigueur          | le moins vigoureux   |                      | 30-40% franc le plus vigoureux |
| Feu bactérien    | Sensible comme le M9 | Sensible comme le M9 | S Sensible comme le M9         |
| Puceron lanigère |                      |                      | VS                             |
| Phytophtora      |                      |                      | R                              |
| Virus latent     |                      |                      | N                              |
| Replantation     |                      |                      | S                              |
| Froid            |                      |                      |                                |
| Sécheresse       |                      |                      |                                |
| Broussins        |                      |                      | un peu                         |
| rejets           |                      |                      | un peu                         |
| Mise à fruit     |                      |                      |                                |
| Productivité     |                      |                      | H                              |
| Propagation      |                      |                      |                                |
| Disponibilité    | Rare                 | Rare                 | Commercial                     |

### Estonie
Initié en 1954, le programme de sélection estonien avait pour but de sélectionner des porte-greffes adaptés aux sols et conditions locales.
Les croisements sont basés sur M.2, M.4, M.11, et les variétés résistantes au froid : Anoka, Chulanovka, un semis de Ranetka Purpurovaya et des sélections locales de Malus prunifolia.
10 semi-vigoureux et vigoureux ont été obtenus : la série E.
À partir de 1970, des croisements de la série E et de MM106 ont été effectués. 43 sélections prometteuses ont été retenues.
Deux sélections identiques au M26 et 3 au B9 ont été sélectionnées. Ils sont faciles à multiplier et résistent aux froid (-15°)
|     | Origine         | Date | Obtenteur | Commentaires   |
| --- | --------------- | ---- | --------- | -------------- |
| E20 | Clone           |      |           | semi-vigoureux |
| E53 | Clone           |      |           | vigoureux      |
| E56 | Mutation de M.9 |      |           | vigoureux      |
| E63 |                 |      |           |                |
| E75 |                 |      |           |                |

### Finlande
- YP Yltöinen Piikkiö (Finlande)

### France
Des sélections clonales ont abouti à deux porte-greffes : Pajam1 et Pajam2, virus free

#### CEPC-CTIFL
|                    | Origine | Date | Obtenteur  | Commentaires                  |
| ------------------ | ------- | ---- | ---------- | ----------------------------- |
| Pajam 1 (Lancep)   |         |      | CEPC-CTIFL | Sous-clone de M9 - virus free |
| Pajam 2 (Cepiland) |         |      | CEPC-CTIFL | Sous-clone de M9 - virus free |

|                                | Pajam 1              | Pajam 2                |
| ------------------------------ | -------------------- | ---------------------- |
| Vigueur                        | Modérément vigoureux | Relativement vigoureux |
| Compatibilité                  |                      |                        |
| Résistance au puceron lanigère |                      |                        |
| Feu bactérien                  | Sensible, idem M9    | Sensible, idem M9      |
| Replantation                   |                      |                        |
| Phytophtora                    |                      |                        |
| Pourriture du collet           |                      |                        |
| Résistance au froid            |                      |                        |
| virus                          | R                    | R                      |
| Mise à fruit                   |                      |                        |
| Productivité                   |                      |                        |
| Coloration des fruits          |                      |                        |
| Broussins                      |                      |                        |
| Propagation                    |                      |                        |
| Disponibilité                  | Commerciale          | Commerciale            |

### Grande-Bretagne -(Horticulture Research Internationl) East Malling Research Station
La station de recherche d'East Malling a commencé en 1912 à classer les porte-greffes de M. pumila var. praecox et M. pumila var. paradisiaca : les séries M I à M IX. Jusqu'alors les sélections de porte-greffes étaient des sélections de population.
Les Malling 1 à 16 ont été sorties entre 1912 et 1914, les M17 à M24 en 1924. Le M26 en 1959 et le M27 en 1975.

En 1917, le John Innes Horticultural Institute of Merton se joint à la Station d'East Malling, pour trouver une résistance au puceron lanigère. Deux lignées furent obtenues :
1. La série Merton Immune (MI) : MI 778- à MI 793 en 1930. Seule le MI793 est encore commercialisé.
2. La série Maling-Merton (MM) en 1952 de MM101 à MM115. La résistance au puceron lanigère fut obtenue en croisant les porte-greffes avec la variété 'Northern Spy'.

La thermothérapie a ensuite été pratiquée sur ces sélections : la première série fut nommée EM et les suivantes EMLA (East Malling-Long Ashton) series.
Le programme se poursuit actuellement avec la serie des AR :
AR86-1-25
AR 295 6,AR 680 2, AR 486 1, AR 628 2, AR 835 11,AR 86 1 20,AR 86 1 2,AR 931 15,AR 440 1,AR 680 2, Ar 69 7, AR 360 19
|                                                                          | Origine                   | Date                | Obtenteur | Commentaires |
| ------------------------------------------------------------------------ | ------------------------- | ------------------- | --------- | --- |
| M I (M.1, Paradis anglais à larges feuilles)                             |                           |                     |           | |
| M II (M.2, 'Doucin de Fontenay', 'English Paradise'                      |                           |                     |           | |
| M2A                                                                      |                           |                     |           | Exempt de fruits atrophiés, de bois-caoutchouc et de mosaïque du pommier, mais encore porteurs du bois strié, de la tache chlorotique, ainsi que de l'enroulement et de la nécrose corticale              |
| M III (M.3)                                                              |                           |                     |           | |
| M IV (M.4, 'Doucin jaune de Holstein', Dutch Doucin, 'Doucin allemand'') |                           |                     |           | |
| M V (M.5, 'Doucin amélioré')                                             |                           |                     |           | |
| M VI (M.6 'River's nonsuch paradise')                                    |                           |                     |           | |
| M VII (M.7, 'Doucin Reinette' ou 'Doucin vert'                           | inconnue                  | sélection 1913      |           | M7A exempt de fruits atrophiés, de bois-caoutchouc et de mosaïque du pommier, mais encore porteurs du bois strié, de la tache chlorotique, ainsi que de l'enroulement et de la nécrose corticale          |
| M.7 EMLA.                                                                |                           |                     |           | M.7 assaini |
| M7A                                                                      |                           |                     |           | M7 amélioré ; sur tous sols sauf argileux. Précoce et plus productif que le M7, mais moins que le M26 |
| M VIII (M.8, 'french paradise')                                          |                           |                     |           | |
| M IX (M.9, 'Pommier Paradis Jaune de Metz', 'PAJAM'                      | Semis                     | 1828 Selection 1912 |           | |
| M.9 A                                                                    |                           |                     |           | Exempt de fruits atrophiés, de bois-caoutchouc et de mosaïque du pommier, mais encore porteurs du bois strié, de la tache chlorotique, ainsi que de l'enroulement et de la nécrose corticale              |
| M.9 EMLA                                                                 |                           |                     |           | Exempt de virus - commercialisé en 1931 |
| M X (M.10)                                                               | (Allemagne)               |                     |           | |
| M XI (M.11, 'Doucin vert')                                               |                           |                     |           | |
| M XII (M12)                                                              |                           |                     |           | |
| M XIII (M.13)                                                            |                           |                     |           | |
| M XIV (M.14)                                                             | (Allemagne)               |                     |           | |
| M XV (M.15)                                                              | (Allemagne)               |                     |           | |
| M XVI (M.16, 'Ketziner ideal')                                           |                           |                     |           | |
| M.17                                                                     |                           |                     |           | Jamais commercialisé ? |
| M. 19                                                                    |                           |                     |           | Jamais commercialisé ? |
| M.18                                                                     |                           |                     |           | Jamais commercialisé ? |
| M.20 Minimax                                                             |                           |                     |           | |
| M.25                                                                     | Northern Spy × M.2        | 1920 Sélection 1952 |           | |
| M.26                                                                     | M.16 X M.9                | 1929 Sélection 1959 |           | Commercialisé en 1959 |
| M.26 EMLA                                                                |                           |                     |           | Exempt de virus |
| M.27 (Malling 3431)                                                      | M.13 x M.9                | 1934>1971           |           | Commercialisé en 1991 |
| M.27 EMLA                                                                |                           |                     |           | Virus free |
| MI 778                                                                   | 'Northern Spy' X séries M |                     |           | |
| MI 779                                                                   | 'Northern Spy' X séries M |                     |           | |
| MI 793 (Merton 793)                                                      | 'Northern Spy' X M.2      | 1930                |           | |
| MM 103                                                                   | Northern Spy x Ben Davis' | 1920's              |           | vigoureux |
| MM 104                                                                   | M.2 x Northern Spy        |                     |           | |
| MM 106                                                                   | M.1 x Northern Spy        | 1932                |           | Tolérant aux fortes chaleurs et à la sécheresse |
| MM 106 EMLA                                                              |                           | 1973                |           | |
| MM 109                                                                   | M.2 x Northern Spy        |                     |           | |
| MM 111                                                                   | MI 793 x 'Northern Spy'   | 1920's              |           | |
| MM 111 EMLA                                                              |                           | 1973                |           | Exempt de virus |
| MM 114                                                                   | Northern Spy x M12        |                     |           | |
| MM 115                                                                   | Northern Spy x Ben Davis  |                     |           | Assez vigoureux, bonne productivité |
| MM 116 (AR86-1-25)                                                       | MM106 x M27               |                     |           | Même vigueur et productivité que MM106 mais résistant au phytophtora, résistant au puceron lanigère et aux problèmes de replantation, moyennement facile à propager. Released into 2 years ?Sorti en 2001 |
| AR86-1-20                                                                | MM106 x M27               |                     |           | Idem MM116 |
| AR-10-2-5                                                                | M27 X MM106               |                     |           | Vigueur entre M27 et M9 |
| AR69-7                                                                   | AR10-2-6X open            |                     |           | Vigueur entre M27 et M9 |
| AR360-19                                                                 | M9 X M27                  |                     |           | Vigueur entre M27 et M9 |
| AR628-2                                                                  | 03 X MM106                |                     |           | Vigueur entre M27 et M9 |
| AR-672-1                                                                 | M9 X 3426                 |                     |           | Vigueur entre M27 et M9 |
| AR669-1                                                                  | M7 X M27                  |                     |           | Vigueur entre M27 et M9 |
| AR682-6                                                                  | M26 X M793                |                     |           | Vigueur entre M27 et M9 |
| AR120-242                                                                | M27 X M106                |                     |           | Vigueur idem M9 |
| AR295-6                                                                  | Robusta 5 X 03            |                     |           | Vigueur idem M9 |
| AR486-1                                                                  | 03 X M27                  |                     |           | Vigueur idem M9 |
| AR680-2                                                                  | M26 X M27                 |                     |           | Vigueur idem M9 |
| AR801-11                                                                 | M26 X M1                  |                     |           | Vigueur idem M26 |
| AR852-3                                                                  | AR363-16 [M27 X 03] open  |                     |           | Vigueur idem M9 |

|                  | M1        | M2        | M3            | M4                        | M5        | M6             | M7                                   | M7A       | M7 EMLA      | M8       | M9                  | M9 EMLA                | M10            | M11            | M12                   | M13            | M14             | M15                  | M16                         | M17 | M18 | M20           | M25            | M26,                       | M26EMLA | M27,                                         | MI778     | MI779     | MI793     | MM103,    | MM104,                | MM106, | MM109          | MM111                    | MM114     | MM116           |
| ---------------- | --------- | --------- | ------------- | ------------------------- | --------- | -------------- | ------------------------------------ | --------- | ------------ | -------- | ------------------- | ---------------------- | -------------- | -------------- | --------------------- | -------------- | --------------- | -------------------- | --------------------------- | --- | --- | ------------- | -------------- | -------------------------- | --- | -------------------------------------------- | --------- | --------- | --------- | --------- | --------------------- | --- | -------------- | ------------------------ | --------- | --------------- |
| Vigueur          | vigoureux | vigoureux | semi-nanisant | moyen 75-80% franc        | vigoureux | Très vigoureux | semi-nanisant 2 fois M9 60-70% franc | 60% franc | 60-70% franc | faible   | faible 45-50% franc | 30 à 40%               | très vigoureux | très vigoureux | extrêmement vigoureux | très vigoureux | assez vigoureux | moins que M13 et M14 | Plus vigoureux que le franc |     |     | Très nanisant | Très vigoureux | semi-nanisant 55-60% franc | semi-nanisant 55-60% franc 40-50%??                                                                            | Très nanisant 30-50% du M9 T337 15% du franc | vigoureux | vigoureux | vigoureux | vigoureux | Vigoureux             | Modérément vigoureux 70-75% franc | Très vigoureux | Vigoureux 80-90% franc   | Vigoureux |                 |
| Feu bactérien    |           |           |               |                           |           |                | tolérant                             |           | S            |          | sensible            | S                      |                |                |                       |                |                 |                      |                             |     |     |               | S              | VS                         | VS | VS                                           | MS        |           | MS        |           | MR                    | MS |                | T                        |           |                 |
| Puceron lanigère |           | Sensible  |               |                           |           |                |                                      |           | S            |          | sensible            | VS                     |                | sensible       |                       |                | sensible        |                      | assez sensible              |     |     |               | MS             | MS                         | moyennement sensible VS                                                                                        |                                              | R         | R         | R         | R         | R                     | R |                | R                        |           | \| Résistant \| |
| Phytophtora      |           | R         |               | Résistant                 |           |                | sensible                             | S         | MR           | sensible | sensible            | R                      |                |                |                       |                |                 |                      |                             |     |     |               | SR             | S                          | VS | T                                            |           | R         | R         | S         | MS                    | TS |                | R                        |           | Résistant       |
| Virus latents    |           |           |               |                           |           |                |                                      |           | N            |          |                     | virus free             |                |                |                       |                |                 |                      |                             |     |     |               |                |                            | N | tomato ring spot                             |           |           |           |           |                       | N |                | N                        |           |                 |
| Replantation     |           |           |               |                           |           |                |                                      |           | T            |          |                     | S                      |                |                |                       |                |                 |                      |                             |     |     |               |                |                            | VS |                                              |           |           |           |           |                       | S |                | S                        |           |                 |
| Froid            |           |           |               | Moyenne                   |           |                | R                                    | MR        | R            | sensible | Tolérant            | T                      |                |                |                       |                |                 |                      |                             |     |     |               |                | Bonne                      | Bonne | S                                            |           |           |           |           |                       | |                |                          |           |                 |
| Sécheresse       |           |           |               |                           |           |                | tolérant                             |           |              |          | Sensible            |                        |                |                |                       | Sensible       |                 |                      |                             |     |     |               |                |                            | |                                              |           |           |           |           |                       | un peu |                | R                        |           |                 |
| Broussins        |           |           |               |                           |           |                | Nombreux                             |           | peu          |          | beaucoup            | peu                    |                |                |                       |                |                 |                      |                             |     |     |               |                |                            | beaucoup |                                              |           |           |           |           |                       | faible |                | beaucoup                 |           |                 |
| Rejets           |           |           |               |                           |           |                |                                      | nombreux  | nombreux     |          |                     | peu                    |                |                |                       |                |                 |                      |                             |     |     |               |                |                            | peu | Rarement                                     |           |           |           |           |                       | |                | peu                      |           |                 |
| Autres           |           |           |               |                           |           |                |                                      |           |              |          |                     | Sensible aux nématodes |                |                |                       |                |                 |                      |                             |     |     |               |                |                            | Nécessite réduction de récolte les premières années pour favoriser le développement de la structure de l’arbre |                                              |           |           |           |           | Sur sols bien drainés | Certaines variétés sur MM.106 sont fragilisées par des nécroses au point de greffe et déclinent avec le tomato ringspot virus. Tolérant aux fortes chaleurs et à la sécheresse. Sensible à loidium |                | Tolérant à la sécheresse |           |                 |
| Mise à fruit     |           |           |               | Précoce                   |           |                | Précoce                              |           |              |          |                     |                        |                |                |                       |                |                 |                      |                             |     |     |               |                | Précoce                    | Précoce | Très précoce                                 |           |           |           |           | Rapide                | | Précoce        |                          | Tardif    |                 |
| Productivité     |           |           |               | Idem 106, Inférieure à M7 |           |                |                                      |           | MH           |          | Forte               | H                      |                |                |                       |                |                 |                      |                             |     |     |               |                |                            | H | VH                                           |           |           |           | L         | H                     | M | Faible         | L                        |           |                 |
| Propagation      |           |           |               |                           |           |                |                                      |           |              |          |                     |                        |                |                |                       |                |                 |                      |                             |     |     |               |                |                            | |                                              |           |           |           | difficile | facile                | |                |                          |           |                 |
| Disponibilité    |           |           |               | ???                       |           |                | Largement diffussé                   |           |              |          | Largement diffusé   | Largement diffusé      |                |                |                       |                |                 |                      |                             |     |     |               |                | Largement diffusé          | Largement diffusé                                                                                              | Largement diffusé                            |           |           |           |           |                       | |                |                          |           |                 |
| Résistant        |           |           |               |                           |           |                |                                      |           |              |          |                     |                        |                |                |                       |                |                 |                      |                             |     |     |               |                |                            | |                                              |           |           |           |           |                       | |                |                          |           |                 |

### Israël
MH series 

### Italie
Un programme de sélection a été lancé dans les années 90 par plusieurs pépinières du Nord de l'Italie, aboutissant à la sélection de CIVP21, au port très ouvert (implantation des branches à plat).
|        | Origine                              | Date | Obtenteur | Commentaires |
| ------ | ------------------------------------ | ---- | --------- | ------------ |
| CIVP21 | Pajam 2 Cepiland pollinisation libre |      |           |              |
|        | Apomicticx M9 (FEM)                  |      |           |              |

|                                | CIVP21   |
| ------------------------------ | -------- |
| Vigueur                        | Idem M26 |
| Compatibilité                  |          |
| Résistance au puceron lanigère |          |
| Feu bactérien                  |          |
| Replantation                   |          |
| Phytophtora                    |          |
| Pourriture du collet           |          |
| Résistance au froid            |          |
| Mise à fruit                   |          |
| Productivité                   |          |
| Coloration des fruits          |          |
| Broussins                      |          |
| Propagation                    |          |

### Pays-Bas
La pépinière hollandaise Fleuren (Baarlo, NL) a sélectionné le clone M9 Fleuren (FL56).
NAKB T337 : ?? vigueur = T 337 = T 338 = Jork 9
NAKB T338 : ??
NAKB T339 : vigueur :T 339 = Burgmer 751 = Burgmer 984 = Pajam 1 = M 26 EMLA
T340 ? 
M26 NAKB : virus free de M26

#### NAKB
Le General Netherlands Inspection Service for Woody Nursery Stock (NAKB) a produit 2 clones de la série malling virus free.
|              | Origine | Date | Obtenteur | Commentaires |
| ------------ | ------- | ---- | --------- | ------------ |
| M9 NAKB T337 |         |      | NAKB      | clone de M9  |
| M26 NAKB     |         |      | NAKB      | virus free   |

|                     | M9 NAKB T337                             | M26 NAKB                            |
| ------------------- | ---------------------------------------- | ----------------------------------- |
| Vigueur             | 30-40% franc moins nanisant que M9       | Un peu moins vigoureux que M26 EMLA |
| Feu bactérien       | VS                                       | Très sensible, comme M26            |
| Puceron lanigère    | S                                        |                                     |
| Phytophtora         | R                                        |                                     |
| Virus latents       | Virus free                               |                                     |
| Replantation        | S                                        |                                     |
| Résistance au froid | S comme M9                               |                                     |
| Sécheresse          | nécessite l'irrigation en sol sableux    |                                     |
| Broussins           | peu                                      | Moins que M26                       |
| Rejets              | peu                                      |                                     |
| Autres              | Sensible aux nématodes Attire les souris |                                     |
| Mise à fruit        | Précoce                                  |                                     |
| Productivité        | H                                        |                                     |
| Propagation         |                                          |                                     |
| Disponibilité       | Commerciale                              | Commerciale                         |

#### Pépinières Fleuren
|                   | Origine | Date | Obtenteur          | Commentaires |
| ----------------- | ------- | ---- | ------------------ | ------------ |
| FL 24             |         |      | Pépinières Fleuren | virus free   |
| FL56 (M9 Fleuren) |         |      | Pépinières Fleuren | virus free   |

|                                | FL 24 | FL 56                                                         |
| ------------------------------ | ----- | ------------------------------------------------------------- |
| Vigueur                        |       | Moins vigoureux que M9 NAKB T337, Moins vigoureux que Pajam 1 |
| Compatibilité                  |       |                                                               |
| Résistance au puceron lanigère |       |                                                               |
| Feu bactérien                  |       |                                                               |
| Replantation                   |       |                                                               |
| Phytophtora                    |       |                                                               |
| Pourriture du collet           |       |                                                               |
| Résistance au froid            |       |                                                               |
| Mise à fruit                   |       |                                                               |
| Productivité                   |       |                                                               |
| Coloration des fruits          |       |                                                               |
| Broussins                      |       |                                                               |
| Propagation                    |       |                                                               |

### Pologne -  Research Institute of Pomology, Skierniewice
L'utilisation d'Antonovka et la faible résistance du M26 au froid et à Phytophtora cactorum en sols lourds a amené le Research Institute of Pomology de Skierniewice à démarrer un programme de sélection en 1954. Les problématiques du feu bactérien et du puceron lanigère ne se posaient pas en Pologne et n'ont pas été intégrés dans les objectifs. Les hybridations ont continué dans les années 60 et 70 et des sélections ont été diffusées en test dans les années 90.
Les premiers hybrides sont faits à partir de M9 et M4 X 'Common Antonovka' et 'Longfield'. Ces derniers ont été abandonnés à la suite de l'hiver 1963. Les hybrides Antonovka X M9 et X M4 ont donné la série P1 à P22 (Podwaska). Les derniers hybrides intègrent Alnarp 2, Bud9, MM106 et la série P.
Le programme est toujours actif et s'oriente vers les résistances aux maladies.
|                     | Origine                                        | Date          | Obtenteur | Commentaires    |
| ------------------- | ---------------------------------------------- | ------------- | --------- | --------------- |
| P1                  | M9 X 'Common Antonovka'                        | 1954          |           |                 |
| P2                  | M9 X 'Common Antonovka'                        | 1954          |           |                 |
| P14                 | M9 X 'Common Antonovka'                        |               |           |                 |
| P16 ('Lizzy')       | M9 X 'Common Antonovka' OU Longfield X M 11 ?? | 1950's        |           |                 |
| P18                 | M4 X 'Common Antonovka'                        | 1954          |           |                 |
| P22 ('Last Minute') | M9 X 'Common Antonovka'                        | 1950's        |           | virus free      |
| P60                 |                                                | 1960 à 1970's |           | Diffusé en 1990 |
| P66                 | P22 X M26                                      | 1960 à 1970's |           | Diffusé en 1990 |
| P67                 |                                                | 1960 à 1970's |           | Diffusé en 1990 |

Vigueur : P63 (22%), P64 (18%), P65 (28%)
|                  | P1                 | P2,                       | P14                                   | P16                     | P18,                               | P22,                                         | P59       | P60                           | P61       | P62       | P66,                                        | P67                                           | P68                  |
| ---------------- | ------------------ | ------------------------- | ------------------------------------- | ----------------------- | ---------------------------------- | -------------------------------------------- | --------- | ----------------------------- | --------- | --------- | ------------------------------------------- | --------------------------------------------- | -------------------- |
| Vigueur          | comme M7 70% franc | entre M26 et M9 30% franc | légèrement supérieure à M26 65% franc | 35% franc               | semi-vigoureux comme M4 100% franc | Très faible (idem M27) 30% franc (15 à 25%?) | 28% franc | 30% inférieur à M26 55% franc | 29% franc | 32% franc | similaire M26 inférieure à M9EMLA 42% franc | similaire M26, supérieure à M9 EMLA 52% franc | 48% franc            |
| Feu bactérien    | S Comme M111       | MS                        | faible sensibilité                    |                         | MT Moins sensible que M9           | S                                            |           |                               |           |           | Sensible                                    | Moyennement sensible                          | Moyennement sensible |
| Puceron lanigère | S                  | S                         |                                       |                         | Moins sensible que M9              | VS                                           |           |                               |           |           |                                             |                                               |                      |
| Phytophtora      | R                  | R                         |                                       |                         | VR                                 | R                                            |           |                               |           |           |                                             |                                               |                      |
| Virus latents    |                    | ???                       |                                       |                         |                                    | R                                            |           |                               |           |           |                                             |                                               |                      |
| Replantation     |                    | ???                       |                                       |                         |                                    |                                              |           |                               |           |           |                                             |                                               |                      |
| Froid            | Idem Antonovka     | R                         |                                       | Mieux que M7, M9, MM106 | Idem Antonovka                     | R Idem Antonovka                             |           |                               |           |           |                                             |                                               |                      |
| Broussins        |                    | peu                       |                                       |                         | très peu                           | rares                                        |           |                               |           |           |                                             |                                               |                      |
| Rejets           |                    | peu                       |                                       |                         | très peu                           | rares                                        |           |                               |           |           |                                             |                                               |                      |
| Autres           |                    | susceptible au TRSV       |                                       |                         |                                    | résistant à la tavelure et à l'oïdium        |           |                               |           |           |                                             |                                               |                      |
| Mise à fruit     |                    | Très précoce              |                                       |                         | moins qu MM111                     | très précoce                                 |           |                               |           |           |                                             | meilleure que M26                             |                      |
| Productivité     |                    | H                         |                                       | Forte                   | inférieure à MM111                 | supérieure au M9                             |           | idem M9                       |           |           | similaire (meilleure) M26                   | similaire M26                                 |                      |
| Propagation      | difficile          |                           | assez facile                          |                         |                                    |                                              |           | assez facile                  |           |           |                                             |                                               |                      |
| Disponibilité    |                    | Largement diffusé         |                                       |                         | Largement diffusé                  | Largement diffusé                            |           |                               |           |           |                                             |                                               |                      |

### Roumanie

#### Geoagiu
Initié pour sélectionner des porte-greffes avec un meilleur enracinement et une adaptation aux conditions locales, ce programme de sélection n'est plus actif.
|         | Origine                  | Date | Obtenteur | Commentaires |
| ------- | ------------------------ | ---- | --------- | ------------ |
| G21/923 | M9 pollinisation ouverte |      |           |              |
| G22/975 | M9 pollinisation ouverte |      |           |              |
| G7/963  | M9 pollinisation ouverte |      |           |              |

|                                | G21/923  | G22/975  | G7/963        |
| ------------------------------ | -------- | -------- | ------------- |
| Vigueur                        | nanisant | nanisant | semi-nanisant |
| Compatibilité                  |          |          |               |
| Résistance au puceron lanigère |          |          |               |
| Feu bactérien                  |          |          |               |
| Replantation                   |          |          |               |
| Phytophtora                    |          |          |               |
| Pourriture du collet           |          |          |               |
| Résistance au froid            |          |          |               |
| Mise à fruit                   |          |          |               |
| Productivité                   |          |          |               |
| Coloration des fruits          |          |          |               |
| Broussins                      |          |          |               |
| Propagation                    |          |          |               |

#### Fruit Research Institute of Voinesti
Ce programme a donné deux sélections et est désormais arrêté.
|            | Origine        | Date | Obtenteur | Commentaires |
| ---------- | -------------- | ---- | --------- | ------------ |
| Voinesti 1 | M4 X 'Cretesc' |      |           |              |
| Voinesti 2 | M9 X 'Cretesc' |      |           |              |

|                       | Voinesti 1 | Voinesti 2 |
| --------------------- | ---------- | ---------- |
| Vigueur               | nanisant   | idem M27   |
| Compatibilité         |            |            |
| Puceron lanigère      |            |            |
| Feu bactérien         |            |            |
| Replantation          |            |            |
| Phytophtora           |            |            |
| Pourriture du collet  |            |            |
| Résistance au froid   |            |            |
| Mise à fruit          |            |            |
| Productivité          |            |            |
| Coloration des fruits |            |            |
| Broussins             |            |            |
| Propagation           |            |            |

### Russie

#### Michurinsk College of Agriculture
Le programme de sélection a commencé en 1938 au Michurinsk College of Agriculture avec pour objectif résistance au froid et productivité. Le programme est encore actif à ce jour.
Bud57-95, bud 60-160, bud61-31, bud 62-396, bud 65-838, nud 67-532, bud 70-8-8, bud 70-20-21
| Origine                                                                                        | Origine                                                                                      | Date | Obtenteur                         | Commentaires                                                                                              |
| ---------------------------------------------------------------------------------------------- | -------------------------------------------------------------------------------------------- | ---- | --------------------------------- | --- |
| B9 (Bud 9, Budagovski 9, Budagovsky 9, Bud 9, Redleafed Paradise, Paradizka Krasnolistnaya 9 ) | M8 X 'Red Star' M.8 x ‘Red Standard’ (Krasnij Standard, descendant de Malus niedzwetskayana) |      | Dr. Valentin Ivanovich Budagovski | 2 clones ont été sélectionnés : 1 en Europe, 1 en Amérique du Nord coté pacifique : B9 Europe et B9 Treco |
| B10 (B62-396, Mich96)                                                                          | B.9 X semi-dwarf unpatented ‘13-14' ?? Malling 27 X Robusta 5 ??                             |      |                                   | nanisant, l'angle des branches est proche de 90%                                                          |
| B118 (Budagovski 118, Budagovsky 118, Bud 118)                                                 | ’Moscow Pear’ x M.9/M.8)                                                                     |      |                                   | |
| B146                                                                                           |                                                                                              |      |                                   | |
| B490 (Budagovski 490, Budagovsky 490, Bud 490, B54-118)                                        | B9 X Bud.13/Bud.14                                                                           | 1971 |                                   | |
| B491 (Budagovski 491, Budagovsky 491, Bud 491)                                                 |                                                                                              |      |                                   | |
| B7-17-22                                                                                       |                                                                                              |      |                                   | |
| B67-5-32                                                                                       |                                                                                              |      |                                   | semi-nanisant                                                                                             |
| B7-20-21                                                                                       |                                                                                              |      |                                   | semi-vigoureux                                                                                            |
| B7-3-150                                                                                       |                                                                                              |      |                                   | semi-vigoureux                                                                                            |
| B70-6-8                                                                                        |                                                                                              |      |                                   | semi-vigoureux                                                                                            |
| B64-194                                                                                        |                                                                                              |      |                                   | semi-vigoureux                                                                                            |

|                  | B9                                      | B9 Europe         | B9 Treco                                                      | B10,                                                                      | B118,                               | B57-490,          | B491     | B7-17-22 |
| ---------------- | --------------------------------------- | ----------------- | ------------------------------------------------------------- | ------------------------------------------------------------------------- | ----------------------------------- | ----------------- | -------- | -------- |
| Vigueur          | Entre M26 et M9 EMLA 35 à 40 % du franc |                   | 25-35% franc                                                  | 35-40% franc équivalent Pajam 2 idem G.935 and M.9 T337 (15% plus faible) | idem M111 90% franc                 | 65-70% idem MM106 | idem M27 | idem M27 |
| Feu bactérien    | Comme M9                                |                   | T                                                             | R                                                                         | MR                                  | MR                |          |          |
| Puceron lanigère |                                         |                   | S                                                             | résistant                                                                 | ???                                 | S                 |          |          |
| Phytophtora      | Mieux que M9                            |                   | VR                                                            | T                                                                         | S                                   | MR                |          |          |
| Virus latents    |                                         |                   | N                                                             |                                                                           | N                                   |                   |          |          |
| Replantation     |                                         |                   | VS                                                            | T                                                                         | S                                   |                   |          |          |
| Froid            | Résistant                               |                   |                                                               | R meilleure que B9                                                        | Très résistant                      |                   |          |          |
| Broussins        | Peu                                     |                   | Peu                                                           |                                                                           | rares                               | Faible            |          |          |
| Rejets           | Un peu                                  |                   | Un peu                                                        |                                                                           | rares                               |                   |          |          |
| Autres           |                                         |                   | Recommandé en sols bien drainés Sensible aux coups de chaleur |                                                                           | Trop vigoureux pour hautes densités |                   |          |          |
| Mise à fruit     |                                         |                   |                                                               |                                                                           |                                     | Précoce           |          |          |
| Productivité     | Mieux que M9                            |                   | VH                                                            | Légèrement meilleure que M9 T337                                          | L                                   |                   |          |          |
| Propagation      |                                         |                   |                                                               |                                                                           |                                     | Facile            |          |          |
| Disponibilité    | Largement diffusé                       | Largement diffusé | Largement diffusé                                             | Commercial                                                                | Largement diffusé                   |                   |          |          |

#### Autres
|               | Origine | Date | Obtenteur | Commentaires |
| ------------- | ------- | ---- | --------- | ------------ |
| Antonovka 313 | Semis   |      |           |              |

|                       | Antonovka 313                  |
| --------------------- | ------------------------------ |
| Vigueur               | 100% franc                     |
| Compatibilité         |                                |
| Puceron lanigère      |                                |
| Feu bactérien         | Moyennement sensible           |
| Replantation          |                                |
| Phytophtora           |                                |
| Pourriture du collet  | Tolérant                       |
| Résistance au froid   | Modérément résistant/résistant |
| Mise à fruit          | Tardive                        |
| Productivité          | Moyenne                        |
| Coloration des fruits |                                |
| Broussins             | Peu                            |
| Propagation           |                                |
| Disponibilité         | Commercial                     |

### Suède

#### Alnarp
L'objectif du programme était d'obtenir des porte-greffes résistants au froid.
|                 | Origine             | Date | Obtenteur | Commentaires             |
| --------------- | ------------------- | ---- | --------- | ------------------------ |
| Alnarp 2 (1944) | Sélection de Doucin | 1920 |           | Diffusé à partir de 1944 |

|                                | A.2                   |
| ------------------------------ | --------------------- |
| Vigueur                        | Forte 85-90% de franc |
| Compatibilité                  |                       |
| Résistance au puceron lanigère | Sensible              |
| Feu bactérien                  | Très sensible         |
| Replantation                   |                       |
| Phytophtora                    |                       |
| Pourriture du collet           | Sensible              |
| Résistance au froid            | Très résistant        |
| Mise à fruit                   |                       |
| Productivité                   |                       |
| Coloration des fruits          |                       |
| Broussins                      | Peu                   |
| Propagation                    |                       |

#### Balsgard
Le programme de sélection a débuté en 1942 sur la base de croisements de M4 et M9 par 'Mank's Codlin', 'Pigeon', 'Maglemer' et 'Wealthy'.
Les objectifs étaient la résistance au froid, la facilité de propagation, les résistances au puceron lanigère, à la tavelure et à l'oïdium.
En 1950, les croisements ont été élargis au Malus baccata, Malus robusta, 'Dolgo', Alnarp 2 avec M4 et M9. Récemment des croisements a base de M26, MM104, MM106 et MM109 ont été réalisés.
|                   | Origine              | Date | Obtenteur         | Commentaires    |
| ----------------- | -------------------- | ---- | ----------------- | --------------- |
| Bemali C204 BM342 | 'Mank's Codlin' X M4 | 1948 | Viktor Trajkowski | Diffusé en 1974 |

|                                | C204 (BM342) ,  |
| ------------------------------ | --------------- |
| Vigueur                        | Entre M9 et M26 |
| Compatibilité                  |                 |
| Résistance au puceron lanigère |                 |
| Feu bactérien                  | Modérée         |
| Replantation                   |                 |
| Phytophtora                    |                 |
| Pourriture du collet           |                 |
| Résistance au froid            | Bonne           |
| Mise à fruit                   | Précoce         |
| Productivité                   |                 |
| Coloration des fruits          |                 |
| Broussins                      |                 |
| Propagation                    | Facile          |

### République Tchèque/Tchécoslovaquie

#### Techobusize
En 1957, un programme de sélection de résistance au froid, de porte-greffe nanisants et de multiplication est entamé à Techobuzice sur la base de croisements M9X clone locaux (comme 'Beauty of Croncels'). La série JTE est créé (J=Jablon, TE=Techobuzice), mais tous les porte-greffes s'avèrent sensibles au feu bactérien. Ce programme est terminé désormais.
|       | Origine           | Date | Obtenteur | Commentaires |
| ----- | ----------------- | ---- | --------- | ------------ |
| JTE-B |                   |      |           |              |
| JTE-D |                   |      |           |              |
| JTE-E |                   |      |           |              |
| JTE-F |                   |      |           |              |
| JTE-G | M9 X 'Croncelske' |      |           |              |
| JTE-H |                   |      |           |              |

|                                | JTE-B         | JTE-D         | JTE-E,        | JTE-F,           | JTE-G         | JTE-H,                                        |
| ------------------------------ | ------------- | ------------- | ------------- | ---------------- | ------------- | --------------------------------------------- |
| Vigueur                        | Idem M7       | Idem M7       | Idem M9       | Idem M9          | Idem M27      | Idem M26EMLA 35% franc                        |
| Compatibilité                  |               |               |               |                  |               |                                               |
| Résistance au puceron lanigère | Sensible      | Sensible      | Sensible      | Sensible         | Sensible      | Sensible                                      |
| Feu bactérien                  | Très sensible | Très sensible | Très sensible | Très sensible    | Très sensible | Très sensible                                 |
| Replantation                   |               |               |               |                  |               |                                               |
| Phytophtora                    |               |               |               |                  |               |                                               |
| Pourriture du collet           |               |               |               |                  |               |                                               |
| Résistance au froid            |               |               |               |                  |               |                                               |
| Mise à fruit                   |               |               |               |                  |               |                                               |
| Productivité                   |               |               | Idem M9       | Meilleure que M9 |               | Inférieure à Pajam 1, Pajam 2, M.9, et J-TE-E |
| Coloration des fruits          |               |               |               |                  |               |                                               |
| Broussins                      |               |               | Forte         | Forte            |               | Moyen                                         |
| Propagation                    |               |               |               |                  |               |                                               |
| Disponibilité                  |               |               |               |                  |               | ???                                           |

#### Omomoue-Holice
|        | Origine | Date | Obtenteur | Commentaires |
| ------ | ------- | ---- | --------- | ------------ |
| J-OH-A |         |      |           |              |

|                                | J-OH-A,          |
| ------------------------------ | ---------------- |
| Vigueur                        | IdemM9           |
| Compatibilité                  |                  |
| Résistance au puceron lanigère |                  |
| Feu bactérien                  |                  |
| Replantation                   |                  |
| Phytophtora                    |                  |
| Pourriture du collet           |                  |
| Résistance au froid            |                  |
| Mise à fruit                   |                  |
| Productivité                   | Meilleure que M9 |
| Coloration des fruits          |                  |
| Broussins                      | Forte            |
| Propagation                    |                  |

## Programmes nord-américains d'obtention de porte-greffes de pommiers

### Canada
3 programmes de sélection ont démarré en 1959 au Canada avec pour objectif résistance au froid et tolérance à la pourriture du collet : Kentville, Ottawa et Vineland.

#### Kentville (Nouvelle-Écosse)
Les sélections de la Nouvelle-Écosse très résistantes au froid sont basées sur de 'Beautiful Arcade' X Antonovka.
Les tests n'ont pas été menés jusqu’au bout à cause de la vigueur des clones obtenus...
|        | Origine | Date | Obtenteur | Commentaires |
| ------ | ------- | ---- | --------- | ------------ |
| KSC 25 |         |      |           |              |
| KSC 28 |         |      |           |              |

|                                | KSC 25  | KSC 28  |
| ------------------------------ | ------- | ------- |
| Vigueur                        | Idem M7 | Idem M7 |
| Compatibilité                  |         |         |
| Résistance au puceron lanigère |         |         |
| Feu bactérien                  |         |         |
| Replantation                   |         |         |
| Phytophtora                    |         |         |
| Résistance au froid            |         |         |
| Mise à fruit                   |         |         |
| Productivité                   |         |         |
| Coloration des fruits          |         |         |
| Broussins                      |         |         |
| Propagation                    |         |         |

#### Ottawa
|                 | Origine                 | Date | Obtenteur                                                                                | Commentaires                      |
| --------------- | ----------------------- | ---- | ---------------------------------------------------------------------------------------- | --------------------------------- |
| Ottawa 3 (O. 3) | 'Robin' crabapple x M.9 | 1961 | Harrow, Ottawa, Canada.                                                                  |                                   |
| O3A             | mutation de O3          |      | Agriculture and Agri-Food Canada (AAFC) Research Station, St-Jean-sur-Richelieu, Québec. | Mutation isolée dans une pépnière |

|                  | O.3,                                                       | O3A                    |
| ---------------- | ---------------------------------------------------------- | ---------------------- |
| Vigueur          | Idem M9 45-50% franc                                       | idem O3                |
| Feu bactérien    | S                                                          | S                      |
| Puceron lanigère | S                                                          |                        |
| Phytophtora      | R                                                          | R                      |
| Virus latents    |                                                            |                        |
| Replantation     |                                                            |                        |
| Froid            | Forte                                                      |                        |
| Broussins        | Aucun                                                      | faible                 |
| Rejets           | Aucun                                                      |                        |
| Autres           | Sensible au tomato ringspot virus Sensible aux sols acides |                        |
| Mise à fruit     | Précoce                                                    | Précoce (mieux que O3) |
| Productivité     | VH Idem M9                                                 |                        |
| Propagation      | Difficile                                                  |                        |
| Disponibilité    | ???                                                        |                        |

#### Horticultural Experiment Station, Vineland (Ontario)
Le programme d'origine débuté en 1959 a donné 7 sélections , dont 4 commerciales : Vineland 1 à 7.
Dans les années 1970 un second programme a donné la série SJM : 'Nertschinsk' X M9, 'Osman' x  'Heyer' 12, Malus robusta Robusta 5 X M27 et 'Nertschinsk' X M26. Cette série est en stand-by...
|            | Origine      | Date | Obtenteur            | Commentaires                     |
| ---------- | ------------ | ---- | -------------------- | -------------------------------- |
| Vineland 1 | ‘Kerr’ X M.9 | 1958 | Dr. Aleck Hutchinson |                                  |
| Vineland 2 |              | 1958 | Dr. Aleck Hutchinson |                                  |
| Vineland 3 | ‘Robin’ X M9 | 1958 | Dr. Aleck Hutchinson |                                  |
| Vineland 4 |              | 1958 | Dr. Aleck Hutchinson |                                  |
| Vineland 5 |              | 1958 | Dr. Aleck Hutchinson |                                  |
| Vineland 6 |              | 1958 | Dr. Aleck Hutchinson |                                  |
| Vineland 7 | ‘Kerr’ X M.9 | 1958 | Dr. Aleck Hutchinson |                                  |
| SJM15      |              |      |                      | Potentiel pour vergers intensifs |
| SJM150     |              |      |                      | Potentiel pour vergers intensifs |
| SJM 189    |              |      |                      | Potentiel pour vergers intensifs |
| SJM 5128   |              |      |                      | Potentiel pour vergers intensifs |
| SJM 5198   |              |      |                      | Potentiel pour vergers intensifs |

|                                | V.1,              | V.2                   | V.3                                                                    | V.4          | V.7          |
| ------------------------------ | ----------------- | --------------------- | ---------------------------------------------------------------------- | ------------ | ------------ |
| Vigueur                        | Idem M26          | 20% supérieure au M26 | Un peu inférieur à M9 EMLA? Idem M9 T337 et M9 Fleuren 56 40-45% franc | Idem M7      | Idem M7      |
| Compatibilité                  |                   |                       |                                                                        |              |              |
| Résistance au puceron lanigère |                   |                       |                                                                        |              |              |
| Feu bactérien                  | peu sensible      | peu sensible          | peu sensible                                                           | peu sensible | Résistant    |
| Replantation                   |                   |                       |                                                                        |              |              |
| Phytophtora                    |                   |                       |                                                                        |              |              |
| Pourriture du collet           |                   |                       |                                                                        |              |              |
| Résistance au froid            | Résistant         |                       | résistant                                                              |              |              |
| Mise à fruit                   | meilleure que M26 |                       |                                                                        |              |              |
| Productivité                   | meilleure que M26 |                       | Très précoce                                                           |              |              |
| Coloration des fruits          |                   |                       |                                                                        |              |              |
| Broussins                      | Un peu            |                       |                                                                        |              |              |
| Propagation                    |                   |                       |                                                                        |              |              |
| Disponibilité                  | Largement diffusé |                       | Expérimental                                                           |              | Expérimental |

### États-Unis d'Amérique
Deux programmes de sélection principaux ont été déployés aux USA :
1. Le premier à partir de 1959 la Michigan State University sur la base de croisements libres de M9, M16, A 2 et Malus robusta 'Robusta 5'. Il a abouti à la sélection du MAC-9 ('Mark')
2. Le second au Cornell University Geneva Campus en 1968, rejoint par l'USDA en 1998 sur la base de croisements de semences de banques génétiques pour compenser les lacunes des séries Malling : résistance au feu bactérien, au puceron lanigère et à la pourriture du collet (par Dr. James Cummings.).  Robusta 5 est la source de la résistance au feu bactérien et au puceron lanigère. Ce programme est encore actif, avec pour buts des améliorations de tolérance à la sécheresse et aux maladies...

Autres programmes : OAR, Arkansas et Minnesota series

#### Michigan State University
|              | Origine                  | Date | Obtenteur | Commentaires                                                                                |
| ------------ | ------------------------ | ---- | --------- | ------------------------------------------------------------------------------------------- |
| MAC-9 (Mark) | M9 X pollinisation libre | 1979 |           | Très sensible à la sécheresse Attention problème de compatibilité et ‘burr knot’ virus Free |
| MAC-39       |                          |      |           |                                                                                             |

|                                | MAC-9,                | MAC-39 |
| ------------------------------ | --------------------- | ------ |
| Vigueur                        | Idem M26 35-40% franc |        |
| Compatibilité                  |                       |        |
| Résistance au puceron lanigère | S                     |        |
| Feu bactérien                  | R                     |        |
| Phytophtora                    | R                     |        |
| virus                          | virus free            |        |
| Replantation                   |                       |        |
| Pourriture du collet           |                       |        |
| Résistance au froid            | Bonne                 |        |
| Broussins                      |                       |        |
| Rejets                         | Non                   |        |
| Mise à fruit                   | Très précoce          |        |
| Productivité                   | Bonne                 |        |
| Coloration des fruits          |                       |        |
| Broussins                      | Modérément            |        |
| Propagation                    | Assez facile          |        |
| Sécheresse                     | Très sensible         |        |
| Disponibilité                  | Largement diffusé     |        |

#### Université Cornell Geneva Campus (NY, USA)
|                             | Origine                         | Date | Obtenteur       | Commentaires |
| --------------------------- | ------------------------------- | ---- | --------------- | --- |
| G.11 (Geneva 11)            | M26 x Malus robusta 'Robusta 5' |      |                 | Bien développé en cultures |
| G.13 (CG 4013N, CG013N)     |                                 |      |                 | N= de pépinière |
| G.16T                       | Ottawa 3 X Malus floribunda     | 1981 | Dr. Jim Cummins | T = Issu des tissus, Utiliser uniquement du matériel certifié exempt de virus                                                                                                |
| G.30                        | M9 x Malus robusta 'Robusta 5'  | 1974 | Dr. Jim Cummins | Le G.30 a un bois cassant, qui peut aussi provoquer des ruptures au niveau du point de greffe. Non recommandé avec Gala, Golden Delicious, Honeycrisp, Jonagold et Braeburn. |
| G.41 (CG 3041)              | M27 x Malus robusta 'Robusta 5' |      |                 | |
| G.65                        | M.27 x Beauty Crab              | 1974 | Dr. Jim Cummins | Abandonné par l'industrie car produit de trop petits fruits Introduit en 1991                                                                                                |
| G.008 (CG5008)              |                                 |      |                 | |
| G.179 (CG5179)              |                                 |      |                 | |
| G.202                       | M27 x Malus robusta 'Robusta 5' |      |                 | Mieux que M26 en climat chaud, piour sa résistance au puceron lanigère Pour des variétés faibles (Honeycrisp) et variétés très précoces                                      |
| G.210T (CG6210T             | O.3 x Malus robusta 'Robusta 5' | 1975 |                 | T = Issu des tissus Introduit en 2010 |
| G.213                       | O.3 x Malus robusta 'Robusta 5' |      |                 | |
| G.214 (Geneva 4214)         | O.3 x Malus robusta 'Robusta 5' | 1975 |                 | Introduit en 2010 |
| G.222                       | M27 x Malus robusta 'Robusta 5' |      |                 | introduit en 2011 |
| G.707 (CG7707)              |                                 |      |                 | |
| G.814 (CG 4814, Geneva 814) | O.3 x Malus robusta 'Robusta 5' |      |                 | |
| G.890 (CG 590, Geneva 890)  | O.3 x Malus robusta 'Robusta 5' | 1976 |                 | Introduit en 2010 |
| G.935 (Geneva 935)          | O.3 x Malus robusta 'Robusta 5' |      |                 | Semble produire un port avec des branches à port ouvert |
| G.969                       | O.3 x Malus robusta 'Robusta 5' | 1976 |                 | Introduit en 2010 |

À classer : CG 4210, CG4202, Columbia
|                      | G.11,                      | G.16T,                          | G.30,                               | G.41,                                 | G.65,                      | G.202                             | G.210,                                                      | G.213,                               | G.214,                           | G.222                      | G.814,                   | G.890,                     | G.935,                                              | G.969,                                       |
| -------------------- | -------------------------- | ------------------------------- | ----------------------------------- | ------------------------------------- | -------------------------- | --------------------------------- | ----------------------------------------------------------- | ------------------------------------ | -------------------------------- | -------------------------- | ------------------------ | -------------------------- | --------------------------------------------------- | -------------------------------------------- |
| Vigueur              | Idem M9 35-45/55-60% franc | Idem M9 35-45-50% franc         | 60-65% du franc, idem M26EMLA ou M7 | 30-40% 50-55% franc Idem M9 NAKB T337 | Idem M27 15 à 30% du franc | Un peu plus que M26, 30-40% franc | Semi-nanisant Entre O3 et Robusta 5 Idem M7 60-65% du franc | Nanisant 35-45% du franc Idem M9T337 | 35-45% franc Nanisan idem M9Mac9 | 40 à 50 % du franc idem M7 | 40-50% du franc Nanisant | Semi-nanisant 70-75% franc | Nanisant un peu plus vigoureux que M26 45-50% franc | Semi-nanisant 70/75% franc Entre M7 et MM106 |
| Compatibilité        |                            |                                 |                                     |                                       |                            |                                   |                                                             |                                      |                                  |                            |                          |                            |                                                     |                                              |
| Feu bactérien        | MR                         | VR                              | VR                                  | R                                     | VR                         | R                                 | R                                                           | R                                    | R                                | R                          | R                        | R                          | R                                                   | R                                            |
| Pourriture du collet | R                          | R                               | R                                   | R                                     | R                          | R                                 | R                                                           | R                                    | R                                | R                          | R                        | R                          | R                                                   | R                                            |
| Puceron lanigère     | MS                         | S                               | S                                   | R                                     | MS                         | R                                 | R                                                           | R                                    | R                                | R                          | S                        | R                          | S                                                   | R                                            |
| Virus                | N                          | Y                               | N                                   | N                                     | Y                          | N                                 | N                                                           | N                                    | N                                | N                          | Y                        | N                          | Y                                                   | N                                            |
| Replantation         | MT                         | MT                              | T                                   | T                                     |                            | T                                 | R                                                           | T                                    | T                                | S                          | T                        | T                          | T                                                   | T                                            |
| Froid                | Résistant                  | Résistant                       |                                     | Tres resistant                        |                            | Résistant                         | Bonne                                                       |                                      | assez bonne                      | bonne                      | bonne                    | Résistant                  |                                                     | Bonne                                        |
| Broussins            | rare                       | rare                            | Peu                                 | rare                                  | Peu                        |                                   | Peu                                                         | peu                                  | peu                              | modérée                    |                          | Peu                        | Modérée                                             | Peu                                          |
| Rejets               | peu                        | peu                             | Modérée                             | peu                                   | un peu                     |                                   | Peu                                                         | peu                                  | peu                              | modérée                    |                          | Peu                        |                                                     | Peu                                          |
| Autres               |                            |                                 |                                     | Point de greffe cassant               |                            |                                   |                                                             |                                      |                                  |                            |                          |                            |                                                     |                                              |
| Mise à fruit         | Très pfrécoce              |                                 |                                     |                                       | Très précoce               | Précoce                           | Meilleure que M7                                            |                                      |                                  |                            |                          |                            | Précoce                                             | Précoce                                      |
| Productivité         | H                          | Idem M9 VH                      | H Idem M26 EMLA 3 à 5 fois M7       | VH Meilleure que M9                   | Très productif             | H Meilleure que M9 et M26         | H Bonne                                                     | H Bonne                              | VH Bonne                         | H                          | H Bonne                  | H Bonne                    | VH Bonne                                            | H Bonne                                      |
| Propagation          |                            |                                 |                                     |                                       |                            | Facile                            |                                                             |                                      |                                  |                            |                          |                            |                                                     |                                              |
| Disponibilité        | Commercial                 | Commercial, mais peu disponible | Commercial, mais peu disponible     | Expérimentale                         | Limitée                    | Limitée                           | Expérimentale                                               |                                      |                                  |                            |                          | Limitée                    | Expérimentale                                       | Limitée                                      |

## Programmes d'obtention Asie et Pacifique

### Corée du Sud
Le 

### Nouvelle-Zélande
Le programme Plant and Food Research Rootstock Breeding programme a pour objectif de sélectionner du matériel résistant aux maladies et nanifiant.
Les croisements pour obtenir des résistances au feu bactérien, au puceron lanigère et à la pourriture du collet sont faits à partir de Malus robusta 'Robusta 5' et 'Aotea' et de M9.
C'est un des premiers programmes à utiliser des marqueurs génétiques multiples.
6 Sélections

### Japon - Fruit Tree Research in Morioka (Inwate, Japon)
La recherche nipponne à la Station de Morioka a abouti à la sélection de Malus prunifolia 'Marabakaido' et de la série JM pour l’adaptation à de maladies locales. Il a été conduit uniquement pour être développé au Japon. Le programme semble encore actif avec des croisements de matériel issu de banques génétiques.
 À préciser : M. prunifolia var. ringo (Japon)
|             | Origine                             | Date | Obtenteur | Commentaires |
| ----------- | ----------------------------------- | ---- | --------- | ------------ |
| JM1         | M9 X Malus prunifolia 'Marabakaido' | 1972 |           |              |
| JM2         | M9 X Malus prunifolia 'Marabakaido' | 1972 |           |              |
| JM5         | M9 X Malus prunifolia 'Marabakaido' | 1972 |           |              |
| JM7         | M9 X Malus prunifolia 'Marabakaido' | 1972 |           |              |
| JM8         | M9 X Malus prunifolia 'Marabakaido' | 1972 |           |              |
| Marubakaido |                                     |      |           |              |

|                                | JM1 | JM2 | JM5      | JM7     | JM8 |
| ------------------------------ | --- | --- | -------- | ------- | --- |
| Vigueur                        |     |     | Idem M27 | Idem M9 |     |
| Compatibilité                  |     |     |          |         |     |
| Résistance au puceron lanigère |     |     |          |         |     |
| Feu bactérien                  |     |     |          |         |     |
| Replantation                   |     |     |          |         |     |
| Phytophtora                    |     |     |          |         |     |
| Pourriture du collet           |     |     |          |         |     |
| Résistance au froid            |     |     |          |         |     |
| Mise à fruit                   |     |     |          |         |     |
| Productivité                   |     |     |          |         |     |
| Coloration des fruits          |     |     |          |         |     |
| Broussins                      |     |     |          |         |     |
| Propagation                    |     |     |          |         |     |

### Chine
Les programmes de sélection pour adapter le matériel aux conditions locales, au froid et aux surfaces non irriguées ont débuté dans les années 1970 et se sont poursuivis jusque dans les années 2000. Les sélections clonales et apomixiques ont été intégrées dans ces programmes.
Les premiers programmes ont été effectués au Institute of Pomology de Shanxi Academy of Agricultural Science, Taigu (Province du Shanxi), au Liaoning Institute Research Institute of Pomology, Xiongyue (Province du Liaoning), au Zhengzhou Fruits Research Institute, Zhenzhou (Province du Henan) et au Quingdao Agricultural Experiment Station (Province du Shandong).
Les programmes suivants ont été initiés sur les stations de Northwest Agriculture and Forestry University de Tongling (Province de Shaanxi) et à la China Agricultural University.
Les lignées obtenues à Shanxi (séries SH)sont extrêmement nanisantes ou semi-nanisantes, faciles à reproduire, résistantes à la sécheresse. Quingdao a généré la série Quinzhen avec des caractéristiques très apomictiques et Zengzhou a produit le U8.
Une collaboration entre la Nouvelle-Zélande et la Chine semble exister pour évaluer les capacités de ces matériels génétiques.
Universités :  Qinguan and Yanfeng bred in Shaanxi, Huaguan and Huashuai in Henan, Liaofu, Yueshuai, Hanfu, Qiujin, and Huahong in Liaoning, Guohong and Yanshanhong in Hebei, Danxia in Shanxi, and Dailv in Shandong
S19, S20, SH15, 63-2-19, 77-34, Liaozhen No. 2, GM2 56, CX3, 75-9-5, and 75-7-1

#### Institute of Pomology de Shanxi
Séries SH

#### Quingdao Station
|             | Origine                         | Date | Obtenteur | Commentaires |
| ----------- | ------------------------------- | ---- | --------- | ------------ |
| Quingzhen 1 | M26 X semis de Malus hypehensis |      |           |              |
| Quingzhen 2 |                                 |      |           |              |

|                                | Quingzhen 1 | Quingzhen 2 |
| ------------------------------ | ----------- | ----------- |
| Vigueur                        | Idem M26    |             |
| Compatibilité                  |             |             |
| Résistance au puceron lanigère |             |             |
| Feu bactérien                  |             |             |
| Replantation                   |             |             |
| Phytophtora                    |             |             |
| Pourriture du collet           |             |             |
| Résistance au froid            |             |             |
| Mise à fruit                   |             |             |
| Productivité                   |             |             |
| Coloration des fruits          |             |             |
| Broussins                      |             |             |
| Propagation                    |             |             |

#### Zhengzhou Fruit Research Station
|     | Origine                               | Date | Obtenteur | Commentaires |
| --- | ------------------------------------- | ---- | --------- | ------------ |
| U.8 | M8 x Malus micromalus 'Balenghaitang' | 1974 |           |              |

|                                | U.8      |
| ------------------------------ | -------- |
| Vigueur                        | Idem M26 |
| Compatibilité                  |          |
| Résistance au puceron lanigère |          |
| Feu bactérien                  |          |
| Replantation                   |          |
| Phytophtora                    |          |
| Pourriture du collet           |          |
| Résistance au froid            |          |
| Mise à fruit                   |          |
| Productivité                   |          |
| Coloration des fruits          |          |
| Broussins                      |          |
| Propagation                    |          |

## Autres

### Northern Spy
Cultivar d'origine américaine, utilisé comme prote-greffe à cause de sa résistance au puceron lanigère.
Semi-vigoureux comme MM106, forte productivité, résistant au puceron lanigère (sélection antérieure à 1930), propagation assez difficile excepté en marcottière, un peu moins sensible au phytophtora que MM106, mise à fruit plus tardive que MM106, assez tolérant à la sécheresse ,
Existe en virus free.

### Pomme de Neige (Australie)
Pomme de Neige a été sélectionné en Australie à partir d'un groupe de semis de Pomme de Neige pour son bon développement racinaire. Il est vigoureux et productif mais produit de petits fruits.

### A compléter
- Chine base rootstock
  - Malus prunifolia
  - Malus sieversii
  - Malus honanensis
  - Malus micromalus
  - Malus hupehensis var. pinyiensis
  - Malus prunifolia var. ringo
  - Malus baccata
  - Malus prunifolia var. xiaohuanghaitang
  - Malus rockii
  - Malus toringoides
- B.A.      Beautiful Arcade
- Japon : historique depuis l'introduction des rosacées en 1872[66]
  - M. primifolia var. ringo Asami,
  - M. Sieboldii Rehd.,
  - M. Sieboldii var. arborescens Rehd.,
  - M. baccata var. mandsltrica Schneid.
- Chistock #1 (Chine)
- Franc Bittenfelder (Malus communis)
- Franc Graham Jubileum
- GM256 (China).
- Novole
- Northern Spy
- NO.134
- Omara (Plant  Tissue  Culture  Laboratory  /  Agricultural and Biological Research Center /raqi Atomic Energy Commission  / Muslim  Abid-Ali  Abdel-HusseinKufa Univ., Agric. College, Department Of Horticulture and Land scape )